# Kenny Clark
Kenneth Duane Clark Jr. (San Bernardino, California, 4 de octubre de 1995) más conocido como Kenny Clark, es un jugador profesional estadounidense de fútbol americano que se desempeña en la posición de defensive tackle en Green Bay Packers, equipo de la National Football League (NFL).

## Carrera
Fue seleccionado en la primera ronda en la Reunión Anual de Selección de Jugadores de la NFL de 2016. Hizo su debut profesional con el equipo Green Bay Packers, donde lleva jugando ocho temporadas.